# پرشاخه‌داران
پُرشاخه‌داران (نام علمی: Polycladida) نام یک راسته از رده موجک‌ویسان است.